# Ernst Pauler
Ernst Pauler (* 1. Januar 1903 in Österreich; † 3. Februar 1959 in Orizaba, Mexiko) war ein österreichischer Fußballtorwart und -trainer.

## Biografie
Ernst „Ernesto“ Pauler hütete in den drei Spielzeiten von 1921/22 bis 1923/24 das Tor für den SK Rapid Wien, mit dem er 1923 die Meisterschaft gewann. Für die Saison 1924/25 wechselte er zum Stadtrivalen Vienna, wo er jedoch hinter dem Nationaltormann Karl Ostricek keine Chance auf Einsätze erhielt.
Danach machte er – ungewöhnlich für die damalige Zeit – den Sprung über den Atlantik und spielte für den mexikanischen Club Necaxa, mit dem er 1933 als aktiver Spieler und 1935 noch einmal als Trainer die Meisterschaft gewann.
Auch nach seiner aktiven Karriere blieb Pauler in Mexiko und gewann als Cheftrainer mit dem CF Asturias in der Eröffnungssaison der mexikanischen Profiliga 1943/44 die Fußballmeisterschaft von Mexiko.
Durch seine Heirat mit Fala Avellá, der ersten Karnevalsprinzessin von Orizaba aus dem Jahr 1927, verbrachte Pauler den Rest seines Lebens in dieser Stadt, in der er sich 1950 dauerhaft niederließ. Mehrere Jahre war er Vereinspräsident der Asociación Deportiva Orizabeña, dessen Fußballmannschaft er 1955 trainierte. Pauler verstarb 1959 an Hämochromatose.

## Nachkommen
Die gemeinsame Tochter Susana Pauler Avellá war von 1983 bis 1990 Direktorin der Zeitung El Mundo de Orizaba. Susana Paulers einziger Sohn wurde im Gedenken an ihren Vater Ernesto genannt. Eine ihrer drei Töchter heißt ebenfalls Susy. Die beiden anderen Töchter sind Lorena und die Anfang 1962 geborene Ana Elena.

## Erfolge

### Als Spieler
- Österreichischer Meister: 1923 (mit Rapid)
- Mexikanischer Meister: 1933 (mit Necaxa)

### Als Trainer
- Mexikanischer Meister (Amateurepoche): 1935 (mit Necaxa)
- Mexikanischer Meister (Profiära): 1944 (mit Asturias)